# ایرکسلبن
ایرکسلبن (به آلمانی: Irxleben) یک منطقهٔ مسکونی در آلمان است که در هوهه بورده واقع شده‌است. ایرکسلبن ۲٬۳۷۰ نفر جمعیت دارد.